# Ramhormoz
Rāmhormoz (farsi رامهرمز) è il capoluogo dello shahrestān di Ramhormoz, circoscrizione Centrale, nella provincia del Khūzestān. Aveva, nel 2006, una popolazione di 49.822 abitanti, in prevalenza di etnia luri.
Nell'antichità la città era nota con il nome di Samangan, le sue origini risalgono al periodo sasanide, benché sia stata ritrovata in loco anche una tomba elamica. Nel 2009 sono stati disseppelliti due palazzi dell'era achemenide.